# Línguas caucasianas do noroeste
As línguas caucasianas do noroeste, também chamadas pônticas ou abcázio-adigué/circassiano são um grupo de línguas faladas no Cáucaso russo, e Kabardino-Balkaria, na república autônoma da Geórgia da Abecásia, no nordeste da Turquia e na Jordânia.
A teoria mais moderna presume que a riqueza do sistema consonântico das línguas caucasianas norte-ocidentais é o resultado de um processo que eliminou as características vocálicas como a labialização e a palatalização das vogais da raiz e as reasigna às consoantes que as rodeiam. Esta teoria também explica porque há tão poucas vogais nestas línguas.
As línguas caucasianas do noroeste têm um sistema gramatical bastante simples para os substantivos, manifestando poucos casos quando muito, junto com um sistema verbal tão complexo que praticamente toda a estrutura sintática da frase é repetida no verbo. Geralmente não permitem mais de um verbo finito numa frase, o que descarta a existência de cláusulas subordinadas (ainda que o abecásio parece que está a desenvolver um sistema de cláusulas subordinadas limitado, quiçá sob a influência do russo); para solucionar esta falta, têm listas impressionantes de formas verbais não finitas nominais e participiais. Apesar disso a maioria das línguas caucasianas do noroeste não têm infinitivos autênticos: a forma verbal básica não finita é um substantivo chamado masdar.

## Classificação
Há cinco línguas na família de línguas caucasianas do noroeste:
- Abecásio
- Abaza
- Cabardiano ou circassiano oriental
- Adigué ou circassiano ocidental
- Ubikh

A protolinguagem das línguas caucasianas do noroeste é reconhecida como uma das mais difíceis de tratar, por exemplo:
- Muitas raízes são monossilábicas
- A evolução dos fonemas é complexa e um grande número de consoantes e contrastes sibilantes acrescentam dificuldade
- O ablaut era extensamente usado na Pré-história, e ainda desempenha um papel nas línguas modernas
- Grande quantidade de homófonos nas línguas modernas.

### Grupo circassiano

#### Adigué
O adigué, também chamado circassiano, é uma das das línguas caucasianas do noroeste mais faladas. Fala-se desde Rússia até à Turquia e existe inclusive uma pequena comunidade nos Estados Unidos.
Conhecem-se quatro dialetos principais: kemirgoy, abdzakh, bzhedugh e shapsugh, bem como muitos outros menores (como por exemplo o dialeto da Turquia hakuchi falado pelos últimos falantes do ubikh). O adigué tem três vogais fonêmicas e seu sistema consoantico é mais simples que o do grupo abecásio-abaza.

#### Cabardiano
O cabardiano divide-se em dois dialetos, o cabardiano (propriamente dito) e o cherkess (circassiano). Ademais, o cabardiano propriamente dito tem vários dialetos, que inclui o terek, o regular literário, e o besney, que ocupa uma posição intermédia entre o terek-cabardiano e o adigué. Possui o número mais baixo de consoantes dentre as línguas caucasianas do noroeste com 48. O cabardiano caracteriza-se pelas fricativas ejetivas e um número reduzido de vogais.

### Grupo abecásio-abaza

#### Abecásio
O abecásio tem aproximadamente 100 000 falantes na Abecásia e possivelmente 500 000 falantes na Turquia. É uma língua literária desde princípios do século XX. Às vezes considera-se o abecásio como um dialeto divergente de uma língua maior chamada abecásio-abaza. No entanto, linguisticamente tem mais sentido classificar o abecásio e o abaza como duas línguas separadas, já que o abaza e o abecásio conservam fonemas diferentes. Ao abecásio contam-se-lhe habitualmente três dialetos principais, o abzhuy, o bzyp (ambos falados na Geórgia) e o sadz (falado na Turquia).
O abecásio caracteriza-se por grupos de consoantes pouco habituais e poucas vogais. Só possui duas vogais diferentes: uma vogal aberta /a/ e uma vogal fechada /ı, ǝ/. Dependendo da posição as vogais podem-se realizar como [e, i, o, u].

#### Abaza
O abaza compartilha com o abecásio a distinção de ter só duas vogais fonêmicas e seu inventario de sons. O abaza é fonologicamente mais complexo que o abecásio, mas ambos compartilham um grande número de vínculos linguísticos. O abaza possui dois dialetos principais, o akhchepse e o t'ap'anta. Caracteriza-se por grupos de consoantes grandes, similares aos que se podem encontrar no georgiano.

### Ubikh
O ubikh tem maior relação com o abecásio e o abaza que com o adigué e o cabardiano. Extinguiu-se a 7 de outubro de 1992 com a morte de Tevfik Esenç, o último falante nativo. É a única língua caucasiana do noroeste que não teve forma literária.
O ubikh é a língua caucasiana do noroeste com maior número de consonantes (80). Caracteriza-se pelas consoantes faríngeas e um contraste a quatro bandas entre sibilantes.

## Relações com outrasfamílias de línguas

### Vínculos com a família indo-europeia
As línguas caucasianas do noroeste estão sendo estudadas para ver se estão aparentadas com as línguas indo-europeias a partir de uma origem comum há 12 000 anos, por exemplo, pelo linguista John Colarusso. e Aert Kuipers. A hipótese desta relação chama-se protopôntico.

### Hatita
O hatita, antiga língua de religião usada pelos hititas em sua liturgia não estava aparentada com sua própria língua, uma língua indo-europeia conhecida como hitita. O nome de hati é empregado pelos linguistas modernos para designar a esta língua pré indo-europeia, ainda que ninguém saiba como se chamava a si mesmos os falantes. A língua parece ter algumas afinidades com as línguas abecásio-adigué. Uma evidência citada seria a presença de raízes como Hati entre os adigues.

### Família ibero-caucasiana
Tradicionalmente se agrupam as famílias faladas no Cáucaso, isto é as meridionais ou karvelianas, as do noroeste, as nordeste e as centrais, numa única família chamada ibero-caucasiana ou caucasiana. No entanto não há provas de que estas quatro famílias possuam uma origem comum, sendo que ibero-caucasiano é basicamente uma etiqueta geográfica.

### Família caucasiana setentrional
Muitos linguistas aceitam que o cartevélico não está relacionado com as demais famílias do Cáucaso. As demais costumam agrupar-se numa família caucasiana setentrional, às vezes chamada "caucásica". Dentro desta família, o grupo do nordeste e o central formam um grupo especialmente claro.